# Flius

Karta över Korintiska näset med Flius utmärkt

Flius (grekiska Φλειοῦς, Fleioûs eller Φλιοῦς, Flioûs, latin Phlius) var under antiken en grekisk stad i nordvästra Argolis på Peloponnesos. Flius beboddes först av joner, men blev sedan doriserad. Den låg vid floden Asopos övre lopp, i det lilla landskapet Fliasia, som var känt för sitt vin.
Flius låg nära det mäktigare Argos, men staden allierade sig ändå med Sparta och var medlem av det peloponnesiska förbundet ända till det peloponnesiska kriget.
Som många andra grekiska städer råkade Flius i inbördes strider mellan en demokratisk och en oligarkisk fraktion under 300-talet f.Kr. År 394 f.Kr. fick den demokratiska fraktionen inledningsvis kontrollen och tvingade sina motståndare i exil, men år 380 f.Kr. belägrade en spartansk armé under Agesilaos II staden i omkring tjugo månader, vilket till sist tvingade Fliusborna att kapitulera och acceptera ett oligarkiskt styre.

## Kultur
Trots att Flius inte spelade någon större roll politiskt hade staden under antiken ändå ett rikt kulturliv. Från staden kommer ett flertal personer som var betydande för grekisk konst och kultur:
- Aristias, dramatiker, införde satyrspelet i Aten
- Kleagoras, målare
- Pratinas, dramatiker
- Thrasyllos, musiker
- Timon (omkring 320 f.Kr.–230 f.Kr.), filosof och skald

Också Echekrates, som Faidon i Platons dialog med samma namn berättar om Sokrates odödlighetslära för, är från Flius, och flera forskare utgår ifrån att den av pytagoreiskt tankegods präglade dialogen till och med utspelar sig inför en församling av pytagoreer i just Flius. Att det fanns en grupp av pytagoreer i staden bekräftas av Diogenes Laertios (VIII 46), som också nämner Echekrates.

## Ruiner
Än i dag finns rester av den antika staden kvar i närheten av byn Agios Georgios. Ovan jord är delar av statsmuren samt en antik teater bevarade. Man har dessutom grävt ut bland annat stadens östra port (den så kallade "Korintiska porten"), ett litet tempel på akropolen, möjligen helgat åt Demeter, samt en basilika från hellenistisk tid.